# 圣若瑟暨圣母圣心圣殿
圣若瑟暨圣母圣心圣殿（西班牙語：Basílica de San José y Nuestra Señora del Sagrado Corazón）是一座罗马天主教宗座圣殿，位于墨西哥城历史中心的夸烏特莫克区，由教区神父管理。该堂建于1772-1792年，1858-1861年重建，新古典主义风格。1993年由教宗若望保禄二世升格为宗座圣殿。1931年列为历史古迹,